# William Edimo
William Edimo, né le 9 octobre 1985, est un acteur français.

## Biographie
William Edimo est formé au Cours Florent de 2002 à 2004, puis au Studio 34 de 2005 à 2007 avant de parfaire sa formation, de 2008 à 2012, au Conservatoire national supérieur d'art dramatique de Paris auprès de Daniel Mesguich, Nada Strancar, Gérard Desarthe et Denis Podalydès.
Au cinéma, il joue pour Vladilène Vierny, Sébastien Betebeder, Pierre Emmanuel Urcin, Ange-Regis Hounkpatin et Pierre Giafferie. Il joue dans Anaïs Nin au miroir d'Agnès Desarthe d'après L'Imtemporalité perdue et autres nouvelles d'Anaïs Nin, mis en scène par Élise Vigier au Festival d'Avignon 2022.
En 2024, il interprète le rôle de Yacine dans La Prisonnière de Bordeaux.

## Théâtre
- 2012 : Le Ministre japonais du commerce extérieur de Murray Schisgal, mise en scène Stéphane Valensi, Théâtre 13 (Paris)[3]
- 2013-2014 : Le Cid de Pierre Corneille, mise en scène : Sandrine Anglade, Maison de la Culture (Nevers), tournée
- 2013-2015 : Le Conte d'hiver de William Shakespeare, mise en scène, Patrick Pineau, Scène National de Sénart, tournée
- 2014-2015 : Les Nègres de Jean Genêt, mise en scène, Bob Wilson, Théâtre de l’Odéon (Festival d’Automne), Rouen, Clermont-Ferrand, Villeurbanne
- 2016 : Jachère de Jean-Yves Ruf, mise en scène Jean-Yves Ruf, Théâtre Gérard Philipe (Saint-Denis), Le Grütli (Genève), Grenoble, Bourges, Thionville
- 2017-2021 : Harlem Quartet d’après James Baldwin, mise en scène Élise Vigier, Maison des Arts (Créteil), tournée
- 2018 : La Danse des affranchis de Latifa Djerbi, mise en scène Julien Mages
- 2019-2020 : Love is in the air de Laetitia Ajanohun, mise en scène Jean-François Auguste, festival théâtral du Val d'Oise, tournée, MC93 (Bobigny), Théâtre Saint-Gervais (Genève)
- 2022 : La Comparution de Guillaume Cayet, mise en scène Aurélia Lüscher, Forum de Flers, Centre Dramatique National de Normandie (Rouen), MC93 (Bobigny), Comédie de Clermont-Ferrand[4]
- 2022-2023 : Jungle Book de Rudyard Kipling, mise en scène Bob Wilson, Théâtre du Châtelet (Festival d’Automne), Opéra national de Bordeaux
- 2022-2023 : Anaïs Nin au miroir d'Agnès Desarthe, mise en scène Élise Vigier, Festival d’Avignon, théâtre de la Tempête, tournée[4]
- 2023 : Sensuelle de Jean-Christophe Folly, Comédie de Caen, Espace des Arts (Châlon-sur-Saône), Comédie de Colmar[4]

## Filmographie
Sauf indication contraire, les informations mentionnées dans cette section peuvent être confirmées par les bases de données cinématographiques IMDb et Allociné,  présentes dans la section « Liens externes ».

### Cinéma

#### Longs métrages
- 2015 : Marie et les naufragés de Sébastien Betbeder - homme déguisé en Louis XIV
- 2023 : Normale d'Olivier Babinet - un témoin de Jéhovah
- 2024 : La Prisonnière de Bordeaux de Patricia Mazuy, sélection officielle de la Quinzaine des Cinéastes 2024 - Yacine

#### Courts métrages
- 2010 : Sichel de Thomas Barraud
- 2013 : Exil de Vadilène Vierny - rôle principal
- 2016 : Panthéon d'Ange-Régis Hounkpatin
- 2016 : Rase campagne de Pierre-Emmanuel Urcin - Maurice
- 2016 : Hédi & Sarah de Yohan Manca - William
- 2017 : Mes lycéennes de Maxime Cappello[5]
- 2018 : On reviendra l'été de Pierre Giaferri - William
- 2022 : Cui cui cui de Cécile Mille[6]

### Télévision

#### Séries télévisées
- 2014-2016 : Yes vous aime : Dr Kilo[7]
- 2023 : Les Enfants sont rois de Léopold Legrand et Sébastien Marnier[4]